# Paul W. Downs
Paul William Downs (Morristown, 21 de novembro de 1982) é um ator, escritor, diretor e produtor americano. Ele é cocriador, coshowrunner e ator da aclamada série Hacks, da HBO Max, pela qual conquistou diversos prêmios, incluindo dois Globos de Ouro, um Prêmio Peabody e três Primetime Emmy Awards. Downs ganhou destaque pela primeira vez por seu papel na série Broad City, do Comedy Central, que durou cinco temporadas e da qual também foi roteirista, diretor e produtor executivo.

## Infância
Downs nasceu em Morristown, Nova Jersey  e foi criado em Sussex Borough, Nova Jersey. Seu nome do meio, William, é uma homenagem ao seu bisavô. Ele estudou na Peck School durante o sétimo e oitavo ano, onde participou da peça Twelfth Night e ganhou um prêmio de drama. No ensino médio, frequentou a Pingry School.
Downs estudou teatro na Universidade Duke onde fez improvisação como membro da Duke University Improv (DUI).

## Carreira
Downs começou a criar curtas digitais com Lucia Aniello sob o nome Paulilu desde que se conheceram na Upright Citizens Brigade. Em 2012, eles produziram uma série de web chamada Paulilu Mixtape para a Above Average Productions, uma divisão da Broadway Video.
De 2014 a 2019, Downs interpretou Trey Pucker na sitcom Broad City, do Comedy Central. Trey é um instrutor de atividades físicas e o chefe que se torna interesse romântico de Abbi Abrams (interpretada por Abbi Jacobson) na Soulstice.
Em 29 de abril de 2015, foi anunciado que Downs e Aniello escreveriam um spin-off feminino de 21 Jump Street. Em 22 de junho de 2015, foi revelado que a dupla vendeu seu roteiro para Move That Body, um filme adquirido pela Sony. Rebatizado como Rough Night e lançado em 2017, Aniello dirigiu, enquanto Downs coestrelou ao lado de Scarlett Johansson no filme.
Em 2016, Downs escreveu e estrelou seu próprio episódio de 30 minutos no programa de esquetes Netflix Presents: The Characters. Em 20 de abril de 2016, Downs estrelou a minissérie da Comedy Central Time Traveling Bong, ao lado de sua colega de Broad City, Ilana Glazer.
Em 2018, Downs coestrelou a comédia de verão da Netflix Like Father, ao lado de Kristen Bell, Kelsey Grammer e Seth Rogen.
Downs é showrunner e co-estrela do programa Hacks da HBO Max, estrelado por Jean Smart . A primeira temporada de Hacks recebeu 15 indicações ao Emmy e 3 vitórias, incluindo "Melhor Roteiro para Série de Comédia", "Melhor Direção para Série de Comédia" e Jean Smart ganhou "Melhor Atriz Principal em Série de Comédia". A série ganhou dois prêmios Writers Guild of America nas categorias de "Série de Comédia" e "Nova Série",  e Aniello ganhou um Prêmio Sindicato dos Diretores da América na categoria de "Realização de Direção Destacada em Série de Comédia". A série ainda levou dois prêmios Globo de Ouro de "Melhor Série de TV Musical ou Comédia" e "Melhor Atriz de Televisão em Musical ou Comédia". Hacks foi homenageado como um dos "Programas de Televisão de Destaque do Ano" no American Film Institute Awards e ganhou um Prêmio Peabody de 2022. A primeira temporada de Hacks também recebeu várias indicações ao prêmio Screen Actors Guild Awards,  Critics Choice Awards,  Producers Guild of America Awards,  e Gotham Awards .

Na sua segunda temporada, Hacks recebeu 17 indicações ao Emmy e 3 vitórias, incluindo "Melhor Atriz Principal em Série de Comédia", "Melhor Atriz Convidada em Série de Comédia" e "Melhores Figurinos Contemporâneos". A série também conquistou um Writers Guild of America Award na categoria "Comédia Episódica" e foi reconhecida como um dos "Programas de Televisão do Ano" no American Film Institute Awards pelo segundo ano consecutivo. Jean Smart também ganhou o Critics Choice Award de "Melhor Atriz em Série de Comédia" por seu segundo ano consecutivo. A série foi indicada a três prêmios no Globo de Ouro, dois Writers Guild of America Awards, dois Screen Actors Guild Awards e um Producers Guild of America Award.
Em 2021, Downs e Aniello fecharam um acordo com a Warner Bros. Television.
Em 31 de janeiro de 2025, Downs apareceu na 17ª temporada de Rupaul's Drag Race como jurado convidado.
Downs teve uma participação especial no oitavo episódio de The Studio, que estreou em 6 de maio de 2025.

## Vida pessoal
Downs mora em Los Angeles com Lucia Aniello, sua esposa e parceira de comédia. Depois de ter seu casamento adiado por 16 meses devido à pandemia de COVID-19, Downs e Aniello se casaram em uma cerimônia íntima em setembro de 2021 na Itália. Uma semana depois, eles anunciaram publicamente seu casamento no 73º Primetime Emmy Awards durante o discurso de aceitação de Aniello após ganhar o prêmio de Melhor Direção para Série de Comédia. Eles têm um filho, nascido em 2022.

## Prêmios e indicações
| Ano  | Premiação                         | Categoria                                                 | Indicação | Resultado | Ref.   |
| ---- | --------------------------------- | --------------------------------------------------------- | --- | --------- | ------ |
| 2021 | Primetime Emmy Awards             | Outstanding Comedy Series                                 | Hacks (como Produtor Executivo)                                                                                  | Indicado  | [ 11 ] |
| 2021 | Primetime Emmy Awards             | Outstanding Writing for a Comedy Series                   | Hacks – (Episódio: "There Is No Line (Pilot)") (Compartilhado com Lucia Aniello e Jen Statsky)                   | Venceu    | [ 11 ] |
| 2021 | Writers Guild of America Awards   | Comedy Series                                             | Hacks | Venceu    | [ 12 ] |
| 2021 | Writers Guild of America Awards   | New Series                                                | Hacks | Venceu    | [ 12 ] |
| 2021 | Golden Globe Awards               | Best Television Series – Musical or Comedy                | Hacks (como Produtor Executivo)                                                                                  | Venceu    | [ 14 ] |
| 2021 | AFI Awards                        | Outstanding Television Program of the Year                | Hacks | Venceu    | [ 15 ] |
| 2021 | Peabody Awards                    | Peabody Award, Entertainment Honoree                      | Hacks | Venceu    | [ 34 ] |
| 2022 | Primetime Emmy Awards             | Outstanding Comedy Series                                 | Hacks (como Produtor Executivo)                                                                                  | Indicado  | [ 21 ] |
| 2022 | Primetime Emmy Awards             | Outstanding Writing for a Comedy Series                   | Hacks – (Episódio: "The One, The Only") (compartilhado com Lucia Aniello e Jen Statsky)                          | Indicado  | [ 21 ] |
| 2022 | Writers Guild of America Awards   | Episodic Comedy                                           | Hacks – (Episódio: "The One, The Only") compartilhado com Lucia Aniello e Jen Statsky)                           | Venceu    | [ 35 ] |
| 2022 | Writers Guild of America Awards   | Comedy Series                                             | Hacks | Indicado  | [ 35 ] |
| 2022 | SAG Awards                        | Outstanding Performance by an Ensemble in a Comedy Series | Hacks – (compartilhado com Jean Smart, Hannah Einbinder, Carl Clemons-Hopkins, Mark Indelicato, e Megan Stalter) | Indicado  | [ 36 ] |
| 2022 | Producers Guild of America Awards | Outstanding Producer of Episodic Television               | Hacks (como Produtor Executivo)                                                                                  | Indicado  | [ 37 ] |
| 2022 | AFI Awards                        | Outstanding Television Program of the Year                | Hacks | Venceu    | [ 38 ] |
| 2024 | Primetime Emmy Awards             | Outstanding Comedy Series                                 | Hacks (como Produtor Executivo)                                                                                  | Venceu    | [ 39 ] |
| 2024 | Primetime Emmy Awards             | Outstanding Writing for a Comedy Series                   | Hacks – (Episódio: "Bulletproof") (Compartilhado com Lucia Aniello e Jen Statsky)                                | Venceu    | [ 39 ] |
| 2024 | Primetime Emmy Awards             | Outstanding Supporting Actor In A Comedy Series           | Hacks | Indicado  | [ 39 ] |